# McNary (Luisiana)
McNary é uma vila localizada no estado americano de Luisiana, na Paróquia de Rapides.

## Demografia
Segundo o censo americano de 2000, a sua população era de 211 habitantes.
Em 2006, foi estimada uma população de 201, um decréscimo de 10 (-4.7%).

## Geografia
De acordo com o United States Census Bureau tem uma área de
4,8 km², dos quais 4,7 km² cobertos por terra e 0,1 km² cobertos por água.

## Localidades na vizinhança
O diagrama seguinte representa as localidades num raio de 20 km ao redor de McNary.